# Чемпионат СССР по вольной борьбе 1973
29-й чемпионат СССР по вольной борьбе проходил в Красноярске  с 21 по 24 июня 1973 года. В соревнованиях участвовало 189 борцов.

## Медалисты
| Весовая категория   | Золото                                      | Серебро                                        | Бронза                                           |
| ------------------- | ------------------------------------------- | ---------------------------------------------- | ------------------------------------------------ |
| Наилегчайший вес    | Виталий Токчинаков «Динамо» (Красноярск)    | Наги Кулиев Вооружённые Силы (Баку)            | Сайлау Мукашев «Кайрат» (Алма-Ата)               |
| Легчайший вес       | Роман Дмитриев Вооружённые Силы (Москва)    | Александр Иванов Вооружённые Силы (Алма-Ата)   | Мевлуд Чхаидзе «Колмеурне» (Тбилиси)             |
| Полулёгкий вес      | Владимир Юмин «Труд» (Махачкала)            | Леонид Богатырев «Колмеурне» (Тбилиси)         | Прокопий Шестаков «Буревестник» (Минск)          |
| Лёгкий вес          | Аманжол Бугубаев «Кайрат» (Алма-Ата)        | Александр Мыцик «Трудовые Резервы» (Караганда) | Батал-Мухамед Гаджиев «Динамо» (Махачкала)       |
| 1-й полусредний вес | Загалав Абдулбеков «Динамо» (Махачкала)     | Мамед Ибрагимов «Динамо» (Баку)                | Александр Матвеев «Трудовые Резервы» (Ленинград) |
| 2-й полусредний вес | Руслан Ашуралиев «Урожай» (Махачкала)       | Александр Айрапетянц «Спартак» (Ереван)        | Виктор Зильберман «Динамо» (Минск)               |
| 1-й средний вес     | Виктор Новожилов «Динамо» (Ленинград)       | Василий Сюльжин «Динамо» (Минск)               | Валерий Потапенко «Спартак» (Киев)               |
| 2-й средний вес     | Леван Тедиашвили Вооружённые Силы (Тбилиси) | Владимир Маршания «Гантиади» (Сухуми)          | Пётр Суриков Вооружённые Силы (Алма-Ата)         |
| Полутяжёлый вес     | Иван Ярыгин «Труд» (Красноярск)             | Владимир Гулюткин «Спартак» (Киев)             | Эльбрус Икаев «Спартак» (Орджоникидзе)           |
| Тяжёлый вес         | Сослан Андиев «Динамо» (Орджоникидзе)       | Нодар Модебадзе «Буревестник» (Тбилиси)        | Владимир Паршуков «Спартак» (Сыктывкар)          |